# Typhloreicheia vignai
Typhloreicheia vignai is een keversoort uit de familie van de loopkevers (Carabidae). De wetenschappelijke naam van de soort is voor het eerst geldig gepubliceerd in 2003 door Magrini.